# Тулишкув (гмина)
Тулишкув (пол. Tuliszków) — гмина (волость) в Польше, входит как административная единица в Турекский повет, Великопольское воеводство. Население — 10 504 человека (на 2008 год).

## Соседние гмины
1. Гмина Владыславув
2. Гмина Кшимув
3. Гмина Малянув
4. Гмина Мыцелин
5. Гмина Рыхвал
6. Гмина Старе-Място
7. Гмина Турек